# Bisbat de Lodeva

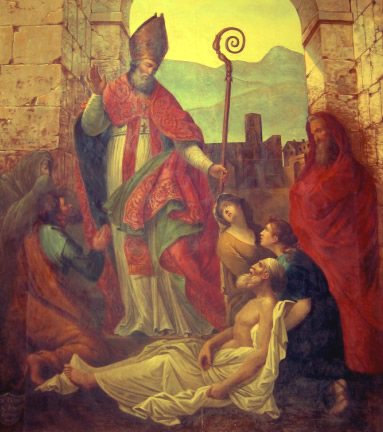
François Matet, Miracle de sant Fulcrano, (1805).

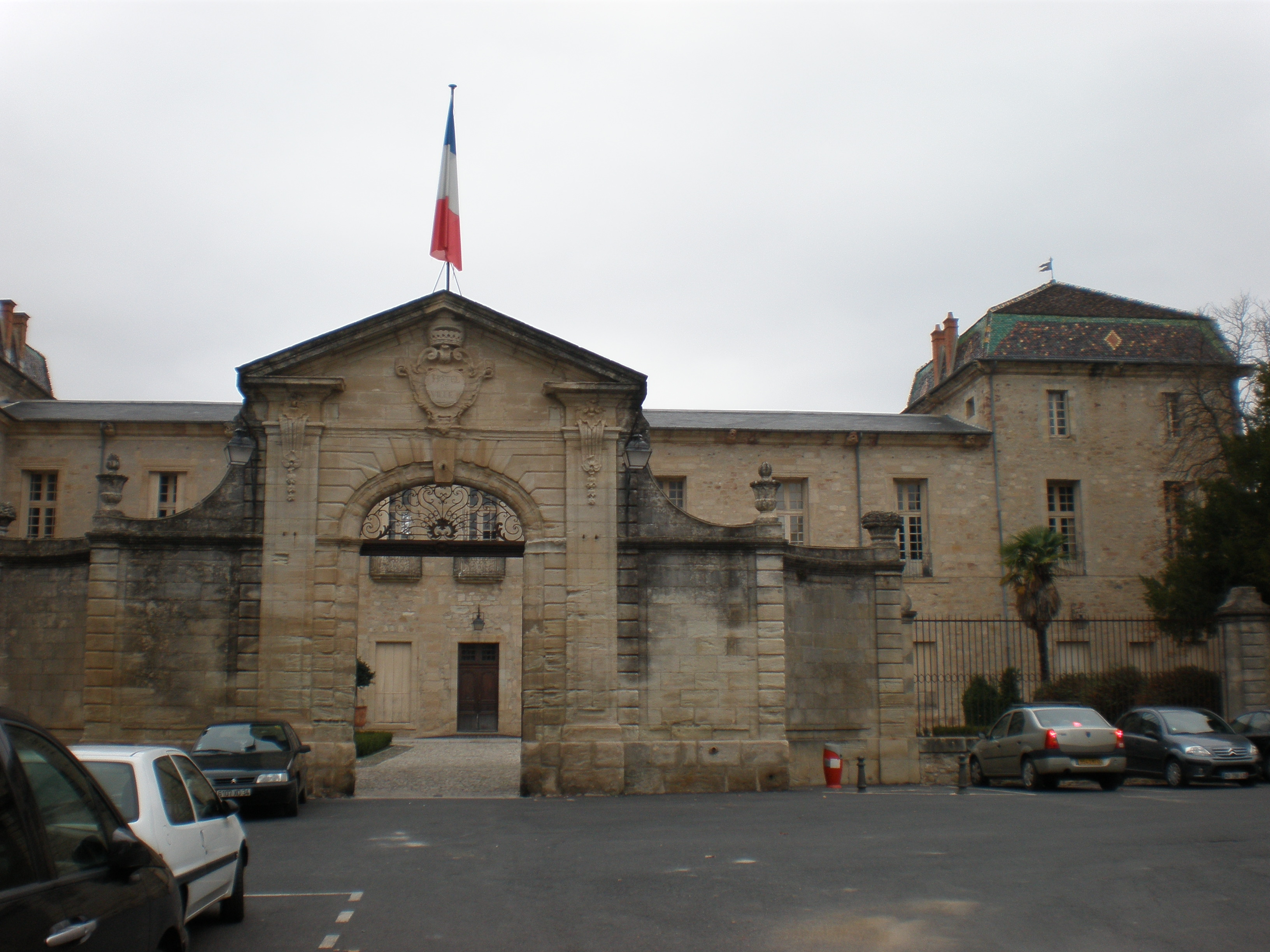
L'ex palau episcopal, avui seu del municipi de Lodeva.

El bisbat de Lodeva (francès: Diòcese de Lodève, llatí: Dioecesis Lotevensis) és una seu de l'Església Catòlica suprimida a França.

## Territori
L'antiga diòcesi limitava al nord amb la diòcesi d'Alès, al sud i l'oest amb la diòcesi de Besiers i a l'est amb la de Montpeller. La seu episcopal era la ciutat de Lodeva, al departament actual d'Hérault, on l'església dels sants Genís i Fulcra servia de catedral.
El 1790 la diòcesi incloïa 58 parròquies.

## Història
Una tradició que es remunta almenys al segle xiv dona a Sant Flor (Florus) el lloc del primer bisbe de Lodève: seria un deixeble de sant Pere, el qui hauria evangelitzat l'Alta Alvèrnia i va morir a l'actual poble de Sant-Flour. S'ha establert històricament que, a partir de 422 hi havia bisbes a Lodeva; tot i que la data de creació del bisbat no es pot establir. El primer dels bisbes dels quals tenim documentació és Materno (Maternus), que va estar present al concili d'Agde del 506. La diòcesi era sufragània de l'arxidiòcesi de Narbona.
Altres bisbes importants de Lodeva van ser sant Jordi († 884), anteriorment monjo benedictí; sant Fulcrà (949-1006), qui el 975 va consagrar la catedral de Sant Genesi i va fundar l'abadia de Sant Salvador; l'inquisidor dominic Bernat Gui (1324-1331); el cardenal Guillaume d'Estouteville (1450-1453), un important legat papal, que va rehabilitar Joana d'Arc ; els germans Guillaume (1489-1519) i Denis Briçonnet (1519-1520); l'historiador de la diòcesi, Jean de Plantavit de la Pausa.
A partir de 1157, amb Pierre de Posquières, els bisbes també van obtenir el poder civil sobre la ciutat i el comtat de Lodève.
La diòcesi va patir nombrosos danys durant les guerres de religió, de manera que el 1625 es va escriure que la catedral va ser destruïda en gran part per cinquanta anys o més. És a causa de Jean de Plantavit la reconstrucció de les zones destruïdes de la catedral, que va ser construïda en la segona meitat del segle xiii sobre la de Sant Fulcrà.
La diòcesi va ser suprimida seguint el concordat amb la butlla Qui Christi Domini del Papa Pius VII del 29 de novembre de 1801 i el seu territori incorporat al de la diòcesi de Montpeller.
A partir del 16 de juny de 1877, els arquebisbes de Montpeller porten el títol de bisbes de Lodeva.

## Cronologia episcopal
Les fonts principals de la cronologia episcopal de Lodeva són el Catalogus episcoporum Lodovensium de Bernat Gui (segle xiv) i la de Jean de Plantavit de la Pause (segle xvii).
- Sant Flor
- Anònim † (citat el 422)
- Ranulf ? † (citat el 492)[2]
- Matern † (citat el 506)
- Deuteri † (citat el 535)
- Edibius ? † (citat el 557)[3]
- Agripí	† (citat el 589)
- Lleonci † (citat el 610)
- Anatol	 † (abans de 633 - finals de 638)
- Firmí † (citat el 653)
- Ansemond † (citat el 683)
- Eugeni ? † (citat el 694)[4]
- Bernecari ? † (citat el 711)
- Miquel ? † (citat el 769)
- Nebridi ? †
- Sisemond † (citat el 817)
- Silvà † (citat el 824)[5]
- Radulf		840
- Tatila	† (citat el 844)
- Sant Jordi, O.S.B. † (abans del'878 - vers 884)
- Macari † (abans de 4 de juny de 884 – finals de 886 o 887)
- Antgiari † (abans de 906 - finals de 909)
- Rodulf ? †[6]
- Teodoric † (abans de 911 - gener de 949 mort)
- Sant Fulcrà † (4 febrer de 949 - 13 febrer de 1006 mort)
  - Mainfroi (Matfred) † (1006 - 1015) (administrador apostòlic)[7]
- Olombel † (1015 - finals de febrer de 1033)
- Bernat I † (abans de 1042 - 1049 mort)
- Bernat II ? † (menzionato a de juliol de 1050)[8]
- Rostany † (abans d'agost de 1054 - finals de 1067)
- Bernat III de Prévenchères † (abans de 1077 vers - 1099 mort)
- Deudat de Caylus † (vers 1100 - vers 1102 deposat)
- Pere I de Raymond (o Rainon) † (1102[9] - 1154 mort)[10]
- Pere II de Posquières † (abans de 1155 ? - 26 de juny de o 10 de juliol de 1161 mort)
- Gaucelí de Raymond de Montpeyroux	, O.S.B. † (1161 o 1162 - 9 de juliol de 1187 mort)
- Ramon I Guilhem Madières, O.S.B. † (1187 - 1201 mort) El 1188 Hugues II, comte de Rodès i vescomte de Lodeva li va cedir els seus drets sobre Lodeva per 60.000 sols melgorians.
- Pere III de Frottier † (abans de maig de 1202 - 1207 mort)
- Pere IV (de Lodeva) † (1207 - 6 de maig de 1237 renuncià). El 1225 el rei Lluís VIII de Valois va reconèixer als prelats de la ciutat el títol de comtes de Lodeva i de Montbrun i els va concedir el dret d'encunyar moneda.
  - Bertran de Mornas, O.S.B. † (1237 - 24 de juny de 1241 mort) (bisbe electe)
- Guillem de Cazouls † (abans de 7 de juliol de 1241 - 23 d'octubre de 1259 mort)
- Ramon II de Bellin † (26 d'octubre de 1259 – finals de 1262 mort)
- Ramon III de Rocozels| (o d'Astolf de Rocozels) † (abans de 13 de gener de 1263 - març/agost de 1280 mort)
- Berenger I de Boussages † (abans de 17 d'agost de 1280 - 28 de desembre de 1284 mort)
- Berenger II de Guitard	 † (13 de gener de 1285 - 2 de setembre de 1291 mort)
- Bernat IV Poiteví		1290-1292
- Gaucelí de la Garde † (abans de 15 de març de 1292 - 10 d'agost de 1296 nomenat bisbe de Maguelone)
- Itier de Burdegala, O.F.M. † (17 de desembre de 1296 - 29 de juny de 1302 mort)
- Deudat II de Boussages † (abans de maig de 1303 - 1312 mort)
- Bernat IV de Guitard	† 1313-1313
- Guillem II du Puy (de Mandagout) † (5 de març de 1313 - 14 febrer de 1318 nomenat bisbe d'Usès)
- Guillem III de Mandagot † 1316-1317
- Jaume I de Cabrerets de Coucots, O.P. † (14 febrer de 1318 - 9 de juliol de 1322 nomenat arquebisbe de Ais)
- Joan I de Tixerandrerie, O.F.M. † (9 de juliol de 1322 - 20 de juliol de 1324 nomenat bisbe de Rieux)
- Bertran VI de la Grionie (Bernat Guiu), O.P. † (20 de juliol de 1324 - 30 de desembre de 1331 mort)
- Bernat II Dumas † (4 febrer de 1332 - 1348 mort)
- Robert de la Vie † (14 d'agost de 1348 - 21 d'agost de 1357 nomenat bisbe de Lavaur)
- Gilbert de Montdragon † (21 d'agost de 1357 - 21 de juliol de 1361 mort)
- Aimeric d'Hugues † (18 d'agost de 1361 - 24 d'abril de 1370 mort)
- Guiu de Malesec * Guy de Malesec † (27 de maig de 1370 - 9 d'abril de 1371 nomenat arquebisbe de Poitiers)
- Joan II Gastel, O.S.B. † (9 d'abril de 1371 - finals de 6 d'abril de 1375 mort)
- Frederic Cassinel † (27 d'agost de 1375 - 17 d'octubre de 1382 nomenat bisbe d'Auxerre)
- Pere V Girard † (17 d'octubre de 1382 - 17 de juliol de 1385 nomenat bisbe de Le Puy)
- Climent de Grammont	 † (18 d'agost de 1385 - 28 de maig de 1392 mort)
- Guillem IV de Grimoard † (19 d'agost de 1392 - 28 d'abril de 1398 mort)
- Joan III de la Vergne † (de setembre de 1398 - finals de 7 de març de 1413 mort)
- Micuel Le Bœuf † (25 d'agost de 1413 - desembre de 1429 mort)
- Pere VI de la Treille† (13 febrer de 1430 - agost de 1441 mort)
- Jaume II de Gaujac † (20 d'octubre de 1441[11] - de juny de 1449 mort)
  - Guillaume d'Estouteville † (7 de gener de 1450 - 26 de gener de 1453 nomenat bisbe de Saint-Jean-de-Maurienne) (administrador apostòlic)
- Bernard de Cassiliaco † (26 de gener de 1453 - 1461 renuncià)
- Joan IV de Corguilleray † (27 d'abril de 1462 - 24 d'abril de 1489 renuncià)[12]
- Guillem VI Briçonnet, O.S.B. † (24 d'abril de 1489 - 23 de setembre de 1519 renuncià)[13]
- Dionís Briçonnet † (23 de setembre de 1519 - 5 de desembre de 1520 renuncià)
- Renat I du Puy	, O.S.B. † (5 de desembre de 1520 - 4 de juliol de 1524 mort)
  - Gian Matteo Giberti † (vers 1524 - 1528 renuncià) (administrador apostòlic)
- Laurent Toscan † (7 febrer de 1528 - 1537 mort)
- Leli dels Ursins de Céri	 † (15 d'octubre de 1537 - 1546 renuncià)
  - Guido Ascanio Sforza † (7 de juny de 1546 - 1547 renuncià) (administrador apostòlic)
- Dominic du Gabre	 † (17 d'agost de 1547 - 1 febrer de 1558 mort)
- Bernat VIII del Bene † (23 de gener de 1559 - 13 de juny de 1561 nomenat bisbe de Nimes)
- Claudi Briçonnet † (13 de juny de 1561 - 8 febrer de 1566 renuncià)
- Pere VII de Barrault † (8 febrer de 1566 - 17 de gener de 1569 mort)
- Alfons Vercelli	† (10 febrer de 1570 - finals de 4 de juliol de 1573 mort)
  - René de Birague † (octubre de 1573 - abans del 12 d'abril de 1578 renuncià) (administrador apostòlic)
- Cristòfol de Lestang † (28 de novembre de 1580 - 5 de setembre de 1594 nomenat bisbe d'Alet)
- Gerard de Rolin, O.E.S.A. † (3 d'abril de 1606 - 15 de gener de 1611 mort)
  - Sede vacante (1611-1625)
    - François de Lévis Ventadour, administrador apostòlic
- Charles de Lévis-Vantadour, administrador apostòlic
- Anne de Lévis-Ventadour, administrador apostòlic
- Joan VI de Plantavit de La Pause † (18 d'agost de 1625 - de juliol de 1648 renuncià)
- Francesc de Bosquet † (28 de setembre de 1648 - 31 de gener de 1656 nomenat bisbe de Montpeller)
- Roger de Harlay de Cési † (24 de setembre de 1657 - 14 de març de 1669 mort)
- Joan-Armand de Rotundis de Biscarras † (5 d'agost de 1669 - 1671 renuncià)
- Joan-Antoni de La Garde de Chambonas † (28 de setembre de 1671 - 5 de maig de 1692 nomenat bisbe de Viviers)
- Jaume-Antoni de Phelypeaux † (7 de juliol de 1692 - 15 d'abril de 1732 mort)
- Joan-Jordi de Souillac † (1 d'octubre de 1732 - 14 febrer de 1750 mort)
- Joan-Fèlix-Enric de Fumel † (25 de maig de 1750 - 26 de gener de 1790 mort)
- Joan-Jordi-Gabriel de Lévezou, darrer comte-bisbe de Lodeva 	1790 (no va prendre possessió)
  - Sede vacante (1790-1801)
  - Seu suprimida